# 李鎮區 (阿肯色州克里夫蘭縣)
李鎮區（英語：Lee Township）是位於美國阿肯色州克里夫蘭縣的一個行政鎮區。

## 地方資料
李鎮區的面積為108.05平方千米，當中陸地面積為107.68平方千米，而水域面積為0.37平方千米。根據2010年美國人口普查的數據，當地共有人口405人，而人口密度為每平方千米3.75人。